# Avinyonet de Puigventós
Avinyonet de Puigventós è un comune spagnolo di 874 abitanti situato nella comunità autonoma della Catalogna.